# ایرپادز
ایرپادز‌ (به انگلیسی: AirPods) هدفون‌های بی‌سیم بلوتوثی هستند که توسط شرکت اپل طراحی شده‌اند. آنها اولین بار در ۷ سپتامبر ۲۰۱۶ در کنار آیفون ۷ معرفی شدند. در عرض دو سال، آنها به محبوب‌ترین لوازم جانبی اپل تبدیل شدند.

## مدل‌ها

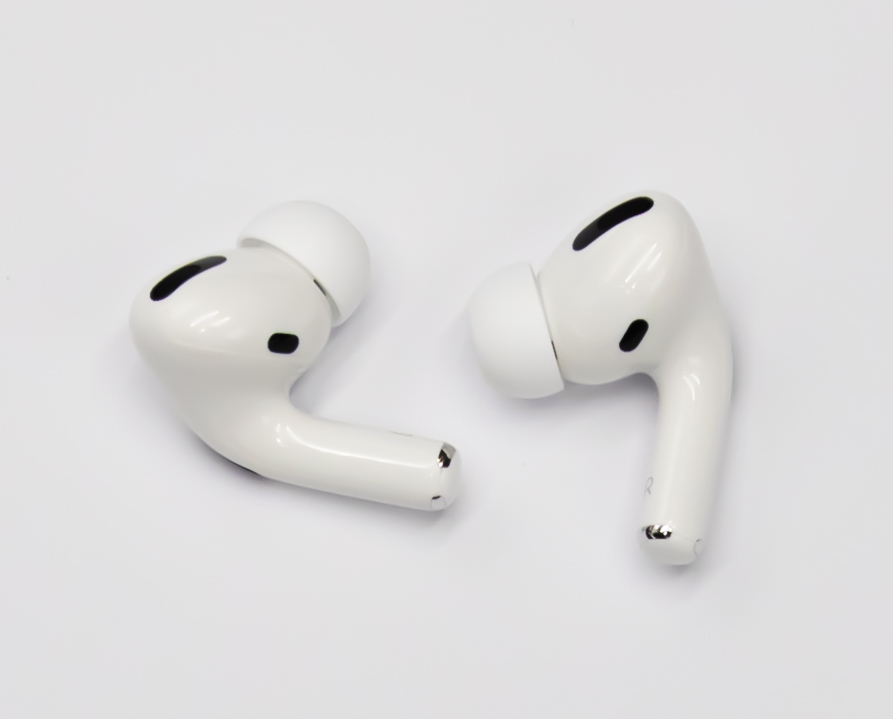
ایرپاد پرو شرکت اپل

### نسل ۱
اپل نسل اول AirPods را در ۷ سپتامبر ۲۰۱۶ در یک رویداد ویژه اپل در کنار آیفون ۷ و اپل واچ سری ۲ معرفی کرد. اپل در ابتدا قصد داشت AirPods را در اواخر اکتبر منتشر کند، اما تاریخ انتشار را به تعویق انداخت. در ۱۳ دسامبر ۲۰۱۶، اپل شروع به دریافت سفارشات آنلاین برای AirPods کرد. آنها در فروشگاه‌های اپل، نمایندگی‌های فروش مجاز اپل و شرکت‌های مخابراتی منتخب در ۲۰ دسامبر ۲۰۱۶ در دسترس بودند.

### نسل ۲
اپل نسل دوم AirPods را در ۲۰ مارس ۲۰۱۹ معرفی کرد. آنها طراحی مشابه نسل اول دارند، اما ویژگی‌های به روز شده‌ای دارند. ایرپادز نسل دوم شامل یک پردازنده H1 هستند که از " Siri " و اتصال بلوتوث ۵ پشتیبانی می‌کند. اپل همچنین ادعا می‌کند که زمان مکالمه ۵۰ درصد بیشتر و زمان اتصال دستگاه به آیفون سریع تر است. ویژگی «اعلام پیام‌ها با سیری» در iOS 13.2 اضافه شد که به کاربر اجازه می‌دهد پیام‌های متنی را به سیری دیکته کند.

### نسل ۳
اپل نسل سوم AirPods را در ۱۸ اکتبر ۲۰۲۱ معرفی کرد. آنها دارای طراحی مجدد خارجی با ساقه‌های کوتاه‌تر شبیه به AirPods Pro هستند و از کنترل‌های لمسی نیروی مشابه استفاده می‌کنند. آنها شامل پشتیبانی از صدای فضایی و Dolby Atmos، مقاومت در برابر آب IPX4، تشخیص پوست و یک کیس پشتیبانی از شارژ MagSafe هستند. اپل ادعا می‌کند که عمر باتری را افزایش داده‌است، به طوری که AirPods شش ساعت دوام می‌آورد و کیس شارژ تا ۳۰ ساعت را ارائه می‌دهد. پیش‌سفارش نسل سوم ایرپادها از ۱۸ اکتبر ۲۰۲۱ آغاز شد. نسل سوم ایرپادها در ۲۶ اکتبر ۲۰۲۱ عرضه شدند و ۱۷۹ دلار قیمت دارند. در سپتامبر ۲۰۲۲، اپل نسخه ۱۶۹ دلاری را با کیس شارژ فاقد سازگاری شارژ Qi و MagSafe عرضه کرد.

## نسخهٔ کنونی تا ‏۱۲ اکتبر ۲۰۲۴، ساعت ۱۲:۳۸

#### نمایندگی تعمیرات ایرپاد
[ویرایش]
ایرپاد سونی جزء پرکاربردترین ایرپادها در ایران هستند. این ایرپادها باس عمیقی از صدا تولید می کنند که بیشتر کاربران از صدای خروجی ین ایرپادها راضی هستند.
فهرست مطالب
- مشکلات ایرپادهای سونی
- هزینه تعمیر کیس ایرپاد سونی
- هزینه تعمیر برد ایرپاد سونی
- هزینه تعویض باتری ایرپاد سونی

آیا ایرپاد آب خورده قابل تعمیر است؟
ایرپادهایی که آب خوردگی دارند 50 درصد احتمال درست شدن دارند.
توجه به این نکته مهم است که اگر ایرپاد داخل لباسشویی افتاد باید سریعا باتری های آن را خارج کنید. چرا که اگر باری داخل آب کیس ایرپاد و یا گوشی ها باشد می تواند به ایرپاد آسیب بزند.
مشکلات ایرپاد سونی
مشکل باتری :
ایرپادهای سونی از ناحیه باتری زودتر شارژ خالی می کنند. این مشکلات مربوط به باگ های کارخانه ای است.
مشکل ضعیف شدن صدا
صدای ایرپادهای سونی ممکن است به 2 دلیل دچار ضعیف شدن خروجی صدا شوند.
1- گرفتگی منافذ گوش
2- خرابی اسپیکر و یا بلندگو

#### هزینه تعمیر ایرپاد سونی
[ویرایش]
هزینه تعمیر ایرپاد سونی می تواند بین 600000 تا 3000000 تومان باشد.
باتری این ایرپادها به راحتی در ایران پیدا نمی شود و وارداتی هستند.